# Santi Galimberti
Santi Galimberti (Arezzo, 8 maggio 1892 – Arezzo, 23 maggio 1967) è stato un politico italiano.

## Biografia
Fu eletto sindaco di Arezzo il 21 febbraio 1948 in seguito alle dimissioni di Enrico Grazi, candidatosi alla Camera dei deputati per le elezioni politiche del 1948.